# 黄云龙 (篮球运动员)
黄云龙（1960年7月10日—），中国男子篮球运动员，曾参加1984年夏季奥运会和1988年夏季奥运会男子篮球比赛，两届奥运分别获得第10名和第11名。